# Wahlkreis Glasgow West
Der Wahlkreis Glasgow West ist ein Wahlkreis (englisch constituency) für die Wahl eines Abgeordneten des britischen Unterhauses (House of Commons).

## Ergebnisse

### Parlamentswahl 2024
| Kandidaten           | Kandidaten        | Parteien                | Stimmen | %    |
| -------------------- | ----------------- | ----------------------- | ------- | ---- |
|                      | Patricia Ferguson | Labour Party            | 18.621  | 46,7 |
|                      | Carol Monaghan    | Scottish National Party | 12.175  | 30,5 |
|                      | Nick Quail        | Scottish Green Party    | 3.662   | 9,2  |
|                      | Dionne Moore      | Reform UK               | 2.098   | 5,3  |
|                      | Faten Hameed      | Conservative Party      | 1.720   | 4,3  |
|                      | James Calder      | Liberal Democrats       | 1.316   | 3,3  |
|                      | John Cormack      | Christian Party         | 310     | 0,8  |
| Gesamt               | Gesamt            | Gesamt                  | 39.902  | 100  |
|                      |                   |                         |         |      |
| Ungültige Stimmen    | Ungültige Stimmen | Ungültige Stimmen       | 186     | 0,5  |
| Wähler               | Wähler            | Wähler                  | 40.088  | 58,1 |
| Wahlberechtigte      | Wahlberechtigte   | Wahlberechtigte         | 69.028  |      |
|                      |                   |                         |         |      |
| Quelle: UK Parlament |                   |                         |         |      |